# Просилио (пещера)
Просилио (на гръцки: Προσήλιο) е пещера в планината Алонорахи край сервийското село Лазарадес, Гърция, област Централна Македония.

## Местоположение
Пещерата се намира в Алонорахи, западно от Лазарадес.

## Описание
Входът на пещерата е особено тесен. Пещерата се състои от основно камера, а от дясната ѝ страна има тесен коридор, дълъг около 10 m и широк само 1 m, който завършва в малка и тясна камера. На пода на голямата зала са открити множество остъклени фрагменти от османския период. Керамика има и в коридора и извън пещерата. В пещерата има красиви сталактити.